# Loïc Lapoussin
Loïc Lapoussin, né le 27 mars 1996 à Rosny-sous-Bois en France, est footballeur international malgache qui joue au poste d’attaquant au Saint-Trond VV.

## Biographie

### En club
De 2020 à 2025, Loïc Lapoussin est un joueur de l'Union Saint-Gilloise. Il connait un passage dans la réserve au début de la saison 2024 et fait son retour dans le noyau A le 29 octobre 2024.
Lors du mercato hivernal 2024-2025, après quatre ans et demi au club, Loïc Lapoussin quitte l'Union Saint-Gilloise pour le Saint-Trond VV.

### En équipe nationale
Il reçoit sa première sélection en équipe de Madagascar le 12 novembre 2020, contre la Côte d'Ivoire. Ce match perdu 2-1 rentre dans le cadre des éliminatoires de la Coupe d'Afrique des nations 2021.

## Palmarès

### En club
|  |  | Union Saint-Gilloise - Championnat de Belgique : - Champion : 2025. - Vice-champion : 2022 et 2024. - Championnat de Belgique de deuxième division (1) : - Champion : 2021. - Coupe de Belgique (1) : - Vainqueur : 2024. |